# Monastère de Kýkkos
Le monastère de Kýkkos (en grec : Ιερά Μονή Κύκκου), situé à 20 km à l'ouest de Pedoulas, est le plus riche et un des plus célèbres monastères de Chypre.
Dédié à la Mère de Dieu, il est fondé à la fin du XIe siècle par l'empereur byzantin Alexis Ier Comnène (r. 1081-1118). Le monastère se situe à une hauteur de 1 318 mètres en face du massif de Tróodos. Il ne reste rien du monastère initial victime à plusieurs reprises d'incendies : les bâtiments actuels datent pour la plupart du XVIIIe siècle. Ils sont ornés d'icônes peintes ou faites de mosaïques.

## Le mausolée de l'archevêque Makarios III
Le premier président de Chypre, l'archevêque Makarios III, commence sa carrière ecclésiastique dans ce monastère comme moine en 1926. Attaché à ce lieu, il demanda à y être enterré après sa mort survenue en 1977 ; sa tombe se situe à 3 km à l'ouest du monastère, sur une hauteur,  et reste un lieu de visite.

## Histoire
Selon la légende, un vertueux ermite appelé Esaias vivait dans une grotte de la montagne de Kykkos, ayant fait vœu de silence. Un jour, le gouverneur byzantin de l'île, Glykos Manuel Voutoumites, qui passait l'été dans un village de Marathasa à cause de la chaleur de la saison, alla dans la forêt pour chasser. Perdu dans la forêt, il rencontra le moine Esaias et lui demanda de lui montrer le chemin pour en sortir. L'ermite qui n'était pas intéressé par les choses de ce bas-monde respecta son vœu de silence et ne lui répondit pas. 
Voutoumites, excédé par le silence du moine, le mit en garde et le rossa. Peu de temps après, quand il revint à Nicosie, il tomba malade d'une léthargie incurable (peut-être le paludisme). Dans ces terribles moments, il se rappela comment il avait maltraité l'ermite Esaias et demanda à Dieu de le guérir pour qu'il puisse aller demander pardon personnellement à l'ermite. En même temps, Dieu apparut à l'ermite, lui révéla que tout cela était la volonté divine et lui demanda d'aller avec Voutoumites dans le palais impérial de la capitale Constantinople, pour apporter à Chypre l'icône de la Vierge peinte par Saint Luc, qui s'y trouvait. Quand Esaias vînt expliquer cela à Voutoumites alité, en rompant pour cela son vœu, le gouverneur en fut tout décontenancé car il considérait la chose comme impossible. Mais il se soumit à ce que l'ermite lui présenta comme étant la volonté divine, et c'est ensemble qu'ils partirent à Constantinople pour réaliser leur destin. 
Le temps passait et Voutoumites ne trouvait pas d'argument pour leur requête et n'osait pas se présenter devant l'empereur Alexis III Ange pour lui demander l'icône. Pour cette raison, il fournit à Esaias d'autres icônes et choses nécessaires sur l'île, et le renvoya à Chypre lui disant qu'il rencontrerait bientôt l'empereur. Mais, par la volonté divine, la fille de l'empereur tomba malade de la même léthargie incurable qui touchait Voutoumites. Ce dernier saisit l'occasion et alla voir l'empereur, lui raconta son expérience personnelle avec le moine Esaias et lui assura que sa fille serait guérie s'il envoyait la sainte icône de la Vierge à Chypre. En désespoir de cause, l'empereur accepta : sa fille alla mieux instantanément. Mais l'empereur ne voulait pas se séparer de l'icône et appela son meilleur peintre pour qu'il peigne une exacte réplique de l'icône destinée à être envoyée à Chypre. 
Le soir venu, la Mère de Dieu (Theotokos) apparut elle-même en rêve à l'empereur et lui dit que son souhait était que son icône soit envoyée à Chypre et que la copie soit gardée par l'empereur. Le jour suivant, Voutoumites embarqua sur un dromon transportant l'icône originale pour Chypre où Esaias patientait. Il guérit lui aussi pendant le voyage. Pendant la procession depuis la côte vers le Massif Troodos, les arbres bordant la route auraient ployé troncs et branches devant la procession. Avec la bénédiction de l'empereur Alexis Ier Comnène, une église et un monastère furent construits à l'endroit où fut déposée l'icône de la Vierge. 
Toujours selon la légende populaire, un coucou à la voix humaine vola autour du site en chantant :

« Montagnes de Kykkou, Kykkou, Kykkos

Un monastère sur ce site doit être construit

Une fille d'or doit y entrer

Et jamais n'en ressortir »

La "fille d'or" étant l'icône de la Vierge.